# Antonis Koniaris
Antonis Koniaris (griechisch Αντώνης Κόνιαρης; * 30. September 1997 in Chania) ist ein griechischer Basketballspieler, der bei einer Körpergröße von 1,93 m auf den Positionen des Point Guards bzw. des Shooting Guards eingesetzt werden kann.

## Karriere

### Auf Vereinsebene
Der 1997 auf Kreta geborene Koniaris begann seine professionelle Karriere 2013 beim makedonischen Spitzenklub PAOK Saloniki. Mit diesem debütierte er nicht nur in der ersten griechischen Liga, sondern auch auf europäischem Parkett mit der Teilnahme PAOKs am Eurocup. 2016 wurde sein Wechsel zum griechischen Serienmeister Panathinaikos Athen bekannt gegeben. Mit diesem gewann er zweimal den griechischen Vereinspokal und sammelte erste Erfahrungen auch in der EuroLeague. Allerdings aufgrund geringer Spielzeit wechselte Koniaris 2016 zurück nach Thessaloniki. Dort verblieb er bis zum Sommer 2019, bevor er bei Olympiakos Piräus einen Dreijahresvertrag (2+1) unterschrieb.

### Nationalmannschaft
Koniaris durchlief sämtliche Jugendnationalmannschaften Griechenlands und debütierte bereits für den A Kader.

## Erfolge und Auszeichnungen
| - Griechischer Pokalsieger: 2015, 2016 - Bester Nachwuchsspieler (ESAKE): 2017, 2018 | - Europameister: (U-20) 2017 - Beste Fünf des Turniers: (U-20) 2017 |